# Cecil Duane Crabb
Pour les articles homonymes, voir Crabb.
Cecil Duane Crabb est un compositeur américain de musique ragtime. Né en 1890 dans l'état d'Indiana, il compose quatre morceaux "rags" dont "The Klassicle Rag" en 1911. Il meurt en 1953 dans le Wisconsin, à l'âge de 62 ans.

## Liste des compositions
1907
- Fluffy Ruffles - Two Step

1909
- Orinoco
- Trouble (avec Will Morrison)

1911
- The Klassicle Rag